# Butternut Creek (dopływ Limestone Creek)
Butternut Creek – rzeka w Stanach Zjednoczonych, w stanie Nowy Jork. Długość rzeki wynosi 24 km, powierzchnia zlewni nie jest znana. Rzeka jest dopływem Limestone Creek oraz jest częścią działu wodnego jeziora Oneida.

## Geografia
Rzeka rozpoczyna swój bieg na nienazwanym bagnistym terenie niedaleko Tully, później płynie na północ przez polodowcową dolinę do jeziora Jamesville Reservoir. Po przepłynięciu przez zbiornik do rzeki wpływa strumień Rush Creek. Następnie przepływa przez DeWitt, płynąc dalej przecina starą część Kanału Erie w Cedar Bay. Tam również do rzeki wpływa strumień Meadow Creek. Dalej rzeka skręca na wschód, po czym wpływa do Limestone Creek w miejscowości Minoa.
Dorzecze rzeki zajmuje powierzchnię ok. 190 km². Jakość wody w rzece jest klasyfikowana jako dobra. Dolne partie rzeki są umiarkowanie narażone na zanieczyszczenia pochodzące z upraw rolniczych.

## Historia
Dolina rzeki położona była pośrodku ziem, na których mieszkali Onondagowie. W 1681 r. ks. Jean de Lamberville zapisał, iż strategiczna dla plemienia wioska położona była ok. mili na południe od obecnej osady Jamesville (wchodzącej w skład Tully), na wschodnim brzegu rzeki, w dolinie zalanej przez Jamesville Reservoir. Z terenów rzeki Onondagowie zostali jednak wyparci na początku XVIII w., po starciach z francuskimi kolonizatorami.
W 1856 r. na rzece zbudowano pierwszy akwedukt w celu przeprowadzenia przez rzekę Kanału Erie.
W związku z bardzo obfitymi opadami w 1974 r. rzeka wystąpiła z brzegów i zalała po części miejscowość DeWitt. 
W 2012 na akwedukt znajdujący się na rzece pękł, co spowodowało przerwanie części trasy Kanału Erie oraz nieduże szkody powodziowe. Akwedukt naprawiono poprzez zatkanie wyłomu.